# 전당포 (1916년 영화)
《전당포》(The Pawnshop) 은 1916년 제작된 찰리 채플린의 무성 단편 영화이다. 뮤츄얼 필름에서 배급하였으며 에드나 퍼바이언스와 헨리 버그만이 출연하였다.

## 줄거리
떠돌이 (찰리 채플린)는 전당포에서 일하는 직원이다. 동료 (존 랜드) 와 툭하면 싸워서 사장 (헨리 버그만) 이 별로 좋아하지 않지만 사장의 딸 (에드나 퍼바이언스) 이 그를 좋아한다. 어느날, 떠돌이는 사장으로부터 해고를 받으나 한번만 더 기회를 얻게 된다. 하지만 떠돌이의 태도는 달라진 것이 없고 맨날 사고만 친다. 그러다가 사기꾼 (에릭 켐벨) 이 금고에서 돈을 훔치는 것을 보고 그를 잡아서 사장으로부터 칭찬을 받게 된다.

## 캐스팅
- 찰리 채플린 - 전당포 직원
- 에드나 퍼바이언스 - 사장의 딸
- 헨리 버그만 - 사장
- 존 랜드 - 전당포 직원
- 에릭 켐벨 - 사기꾼
- 앨버트 오스틴 - 손님 (시계 주인)
- 웨슬리 러글스 - 손님 (반지 주인)
- 제임스 T. 켈리 - 여자 손님 (어항 주인) / 시간을 물어보는 노인
- 프랭크 J. 콜먼 - 경찰

## 같이 보기
- 찰리 채플린의 영화 목록